# استان کاناس
استان کاناس (به اسپانیایی: Provincia de Canas) یک استان در پرو است که در منطقه کوزکو واقع شده‌است.> استان کاناس ۲٬۱۰۳٫۷۶ کیلومتر مربع مساحت و ۴۲٬۳۶۸ نفر جمعیت دارد.